# Bekmurod Oltiboyev
Bekmurod Komil oʻgʻli Oltiboyev (ur. 17 czerwca 1996) – uzbecki judoka. Olimpijczyk z Tokio 2020, gdzie zajął siódme miejsce w wadze ciężkiej.
Piąty na mistrzostwach świata w 2018; uczestnik zawodów w 2019 i 2021. Trzeci w drużynie w 2021. Brązowy medalista igrzysk azjatyckich w 2018, a także mistrzostw Azji w 2022. Wicemistrz igrzysk wojskowych w 2019. Wicemistrz wojskowych MŚ w 2023. Trzeci na igrzyskach solidarności islamskiej w 2017 roku.

## Letnie Igrzyska Olimpijskie 2020
| Konkurencja | Eliminacje                        | Eliminacje        | Eliminacje            | Repasaże             | Klas. końcowa |
| Konkurencja | Przeciwnik I                      | Przeciwnik II     | 1/4                   | Przeciwnik I         | Miejsce       |
| ----------- | --------------------------------- | ----------------- | --------------------- | -------------------- | ------------- |
| +100 kg     | Öldzijbajaryn Düürenbajar (MGL) Z | Henk Grol (NED) Z | Lukáš Krpálek (CZE) P | Jakiw Chammo (UKR) P | 7.            |